# Sirhán
Sirhán (arabsky وادي السرحان‎‎) je údolí na severu Saúdské Arábie. Údolí se táhne přes 250 km od severozápadu k jihovýchodu. Severně od Sirhánu se rozprostírá jižní část sopečného pole harrat aš-Šáma. Na západ od údolí leží ard as-Sauván a ard al-Giná. Podél údolí vede cesta z jordánského Ammánu do saúdskoarabské Sakáky.